# Echis carinatus
La vipera rostrata (Echis carinatus (SCHNEIDER, 1801)) o echide carenato è una vipera della sottofamiglia Viperinae. È uno dei Big Four.
Sono conosciute 5 sottospecie.

## Descrizione
Questo rettile misura fino a 90 cm, anche se normalmente misura dai 40 agli 80 cm.
Il colore di base del corpo può variare, in quanto può essere grigio, marrone, verdastro o beige, ed è "decorato" da un disegno variabile che aiuta a mimetizzare il serpente (per via di questi motivi è chiamata anche vipera tappeto).
La testa è piccola ma larga e in alcuni individui è presente un disegno complesso sulla cresta.
La lingua è biforcuta è permette alla vipera di percepire gli odori, trasferiti poi all'organo di Jacobson, sul palato.
Le zanne sono lunghe e curve e trapassando la pelle della vittima iniettano il veleno. Sono retrattili; quando al serpente non serve usarle vengono ritratte contro il palato.
Possiede cinque strati di scaglie spesse sui fianchi, che producono un tipico suono stridulo quando il serpente si muove o si sente minacciato. Per via di questa caratteristica in India questo serpente è noto come "phoorsa", nome onomatopeico che si rifà al suono che producono le scaglie quando la vipera strofina le spire.

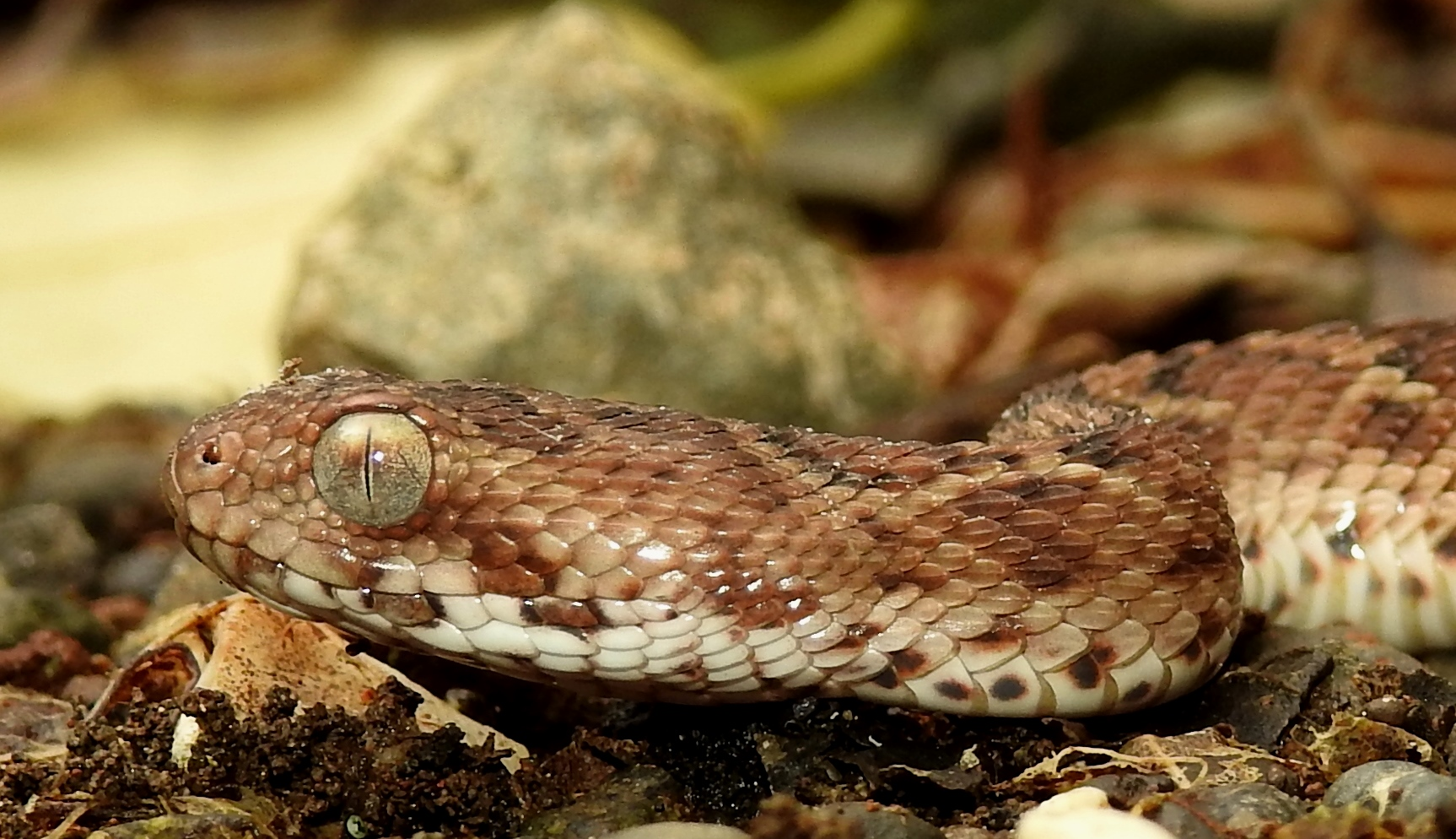
particolari della testa

### Durata della vita
Può vivere fino a due anni.

## Distribuzione e habitat
Questo serpente si trova nelle zone più secche dell'Africa settentrionale e dell'Asia meridionale, dal Sahara fino al Pakistan, all'India e al Myanmar.

## Veleno
Prima di attaccare questa vipera strofina le scaglie per intimidire il nemico, che se non indietreggia viene morso ripetutamente e velocemente.
Il veleno è citotossico (attacca le cellule) e particolarmente infido, in quanto i sintomi compaiono lentamente; si comincia con giramenti di testa, dolori e sanguinamento gengivale, fino ad arrivare a emorragie interne nell'arco di due settimane. Il caso più famoso è quello di un bambino di 10 anni, che morì quattro mesi dopo essere stato morso.

## Riproduzione
Questa specie è ovovivipara e una femmina può partorire dai 3 ai 16 cuccioli all'anno.

## Sottospecie
- E. carinatus astolae (MERTENS, 1970)
- E. carinatus carinatus (SCHNEIDER, 1801)
- E. carinatus multisquamatus (CHERLIN, 1981)
- E. carinatus sinhaleyus (DERANIYAGALA, 1951)
- E. carinatus sochureki (STEMMLER, 1969)